# 1989-es fedett pályás atlétikai világbajnokság
Az 1989-es fedett pályás atlétikai világbajnokságot Budapesten, Magyarországon rendezték március 6. és március 8. között. A vb-n 24 versenyszámot rendeztek. A rendezési jogot 1987 januárjában az IAAF riói konferenciáján ítélték Magyarországnak, Athén ellenében.

## A magyar sportolók eredményei
Magyarország a világbajnokságon huszonöt sportolóval képviseltette magát.

## Éremtáblázat
| Helyezés | Nemzet             | Arany | Ezüst | Bronz | Összesen |
| 1.       | Szovjetunió        | 4     | 5     | 4     | 13       |
| 2.       | Egyesült Államok   | 4     | 3     | 4     | 11       |
| 3.       | NDK                | 2     | 2     | 4     | 8        |
| 4.       | NSZK               | 2     | 2     | 2     | 6        |
| 5.       | Kuba               | 2     | 1     | 1     | 4        |
| 6.       | Hollandia          | 2     | 0     | 0     | 2        |
| 7.       | Nagy-Britannia     | 1     | 3     | 0     | 4        |
| 8.       | Jamaica            | 1     | 1     | 1     | 3        |
| 8.       | Románia            | 1     | 1     | 1     | 3        |
| 10.      | Ausztrália         | 1     | 0     | 0     | 1        |
| 10.      | Bulgária           | 1     | 0     | 0     | 1        |
| 10.      | Írország           | 1     | 0     | 0     | 1        |
| 10.      | Kenya              | 1     | 0     | 0     | 1        |
| 10.      | Marokkó            | 1     | 0     | 0     | 1        |
| 15.      | Spanyolország      | 0     | 1     | 1     | 2        |
| 16.      | Brazília           | 0     | 1     | 0     | 1        |
| 16.      | Kína               | 0     | 1     | 0     | 1        |
| 16.      | Ghána              | 0     | 1     | 0     | 1        |
| 16.      | Csehszlovákia      | 0     | 1     | 0     | 1        |
| 16.      | Trinidad és Tobago | 0     | 1     | 0     | 1        |
| 21.      | Olaszország        | 0     | 0     | 3     | 3        |
| 22.      | Kanada             | 0     | 0     | 1     | 1        |
| 22.      | Norvégia           | 0     | 0     | 1     | 1        |
| 22.      | Svédország         | 0     | 0     | 1     | 1        |
| Összesen | Összesen           | 24    | 24    | 24    | 72       |

## Érmesek
- WR – világrekord
- CR – világbajnoki rekord
- AR – kontinens rekord
- NR – országos rekord

### Férfi
| Versenyszám      | Arany                              | Arany       | Ezüst                              | Ezüst    | Bronz                              | Bronz      |
| ---------------- | ---------------------------------- | ----------- | ---------------------------------- | -------- | ---------------------------------- | ---------- |
| 60 m             | Andrés Simón · Kuba                | 6,52        | John Myles-Mills · Ghána           | 6,59     | Pierfrancesco Pavoni · Olaszország | 6,61       |
| 200 m            | John Regis · Nagy-Britannia        | 20,54 CR    | Ade Mafe · Nagy-Britannia          | 20,87    | Kevin Little · Egyesült Államok    | 21,12      |
| 400 m            | Antonio McKay · Egyesült Államok   | 45,59 CR    | Ian Morris · Trinidad és Tobago    | 46,09    | Cayetano Cornet · Spanyolország    | 46,40      |
| 800 m            | Paul Ereng · Kenya                 | 1:44,84 WR  | José Luiz Barbosa · Brazília       | 1:45,55  | Tonino Viali · Olaszország         | 1:46,95    |
| 1500 m           | Marcus O'Sullivan · Írország       | 3:36,64 CR  | Hauke Fuhlbrügge · NDK             | 3:37,80  | Jeff Atkinson · Egyesült Államok   | 3:38,12    |
| 3000 m           | Szaíd Avíta · Marokkó              | 7:47,94 CR  | José Luis González · Spanyolország | 7:48,66  | Dieter Baumann · NSZK              | 7:50,47    |
| 60 m gát         | Roger Kingdom · Egyesült Államok   | 7,43 CR     | Colin Jackson · Nagy-Britannia     | 7,45     | Igors Kazanovs · Szovjetunió       | 7,59       |
| Magasugrás       | Javier Sotomayor · Kuba            | 243 cm CR   | Dietmar Mögenburg · NSZK           | 235 cm   | Patrik Sjöberg · Svédország        | 235 cm     |
| Rúdugrás         | Rogyion Gataullin · Szovjetunió    | 585 cm CR   | Grigorij Jegorov · Szovjetunió     | 580 cm   | Joe Dial · Egyesült Államok        | 570 cm     |
| Távolugrás       | Larry Myricks · Egyesült Államok   | 837 cm CR   | Dietmar Haaf · NSZK                | 817 cm   | Mike Conley Sr. · Egyesült Államok | 811 cm     |
| Hármasugrás      | Mike Conley Sr. · Egyesült Államok | 17,65 m CR  | Jorge Reyna · Kuba                 | 17,41 m  | Juan Miguel López · Kuba           | 17,28 m    |
| Súlylökés        | Ulf Timmermann · NDK               | 21,75 m     | Randy Barnes · Egyesült Államok    | 21,28 m  | Georg Andersen · Norvégia          | 20,98 m NR |
| 5000 m gyaloglás | Mihail Scsennyikov · Szovjetunió   | 18:27,10 CR | Roman Mrázek · Csehszlovákia       | 18:28,90 | Franc Kosztyjukevics · Szovjetunió | 18:34,07   |

### Női
| Versenyszám      | Arany                               | Arany       | Ezüst                               | Ezüst    | Bronz                            | Bronz    |
| ---------------- | ----------------------------------- | ----------- | ----------------------------------- | -------- | -------------------------------- | -------- |
| 60 m             | Nelli Fiere-Cooman · Hollandia      | 7,05 CR     | Gwen Torrence · Egyesült Államok    | 7,07     | Merlene Ottey · Jamaica          | 7,10     |
| 200 m            | Merlene Ottey · Jamaica             | 22,34 CR    | Grace Jackson · Jamaica             | 22,95    | Natalja Kovtun · Szovjetunió     | 23,28    |
| 400 m            | Helga Arendt · NSZK                 | 51,52 CR    | Diane Dixon · Egyesült Államok      | 51,77    | Jillian Richardson · Kanada      | 52,02    |
| 800 m            | Christine Wachtel · NDK             | 1:59,24 CR  | Tacjana Hrabjancsuk · Szovjetunió   | 1:59,53  | Ellen Kiessling · NDK            | 1:59,68  |
| 1500 m           | Doina Melinte · Románia             | 4:04,79 CR  | Szvetlana Kitova · Szovjetunió      | 4:05,71  | Yvonne Mai · NDK                 | 4:06,09  |
| 3000 m           | Elly van Hulst · Hollandia          | 8:33,82 WR  | Liz McColgan · Nagy-Britannia       | 8:34,80  | Margareta Keszeg · Románia       | 8:48,70  |
| 60 m gát         | Jelizaveta Csernisova · Szovjetunió | 7,82 CR     | Ljudmila Narozsilenko · Szovjetunió | 7,83     | Cornelia Oschkenat · NDK         | 7,86     |
| Magasugrás       | Sztefka Kosztadinova · Bulgária     | 202 cm      | Tamara Bikova · Szovjetunió         | 202 cm   | Heike Redetzky · NSZK            | 194 cm   |
| Távolugrás       | Galina Csistyjakova · Szovjetunió   | 698 cm      | Marieta Ilcu · Románia              | 686 cm   | Larisza Berezsnaja · Szovjetunió | 682 cm   |
| Súlylökés        | Claudia Losch · NSZK                | 20,45 m     | Huang Zhihong · Kína                | 20,25 m  | Christa Wiese · NDK              | 19,75 m  |
| 3000 m gyaloglás | Kerry Saxby · Ausztrália            | 12:01,65 CR | Beate Anders · NDK                  | 12:07,73 | Ileana Salvador · Olaszország    | 12:11,33 |